# Магистрални путеви у Републици Српској
Магистрални путеви у Републици Српској, сходно одлуци о критеријумима за разврставање јавних путева, су разврстани као магистрални путеви првог реда (М-I) и магистрални путеви другог реда (M-II). Више категорије путева су ауто-путеви, и брзи путеви, а нижу категорију представљају регионални путеви првог реда (R-I) и регионални путеви другог реда (R-II). Усвајањем одлуке о разврставању јавних путева у Републици Српској 2019. године престале су да важе ознаке путева из времена СФР Југославије. Магистралним путевима управља Јавно предузеће Путеви Републике Српске.

## Магистрални путеви I реда (М-I)
Магистрални путеви првог реда (М-I) намијењени су за повезивање главних градова и значајних економских подручја; својим саобраћајно-техничким елементима омогућавају брзо одвијање саобраћаја; повезани су са путевима исте или више категорије у земљи, те са истим системима путева у сусједним државама.
Списак магистралних путева I реда:
| Број пута | Дужина   | Дионице |
| --------- | -------- | --- |
| 100       | 83,3 km  | Граница ентитета – Рудице 1507 – Нови Град 108 / 108 – Костајница 1103 – Козарска Дубица 501 1505 – Драксенић 102 – ГП Градина – ГП Јасеновац |
| 101       | 103,7 km | ГП Стара Градишка – ГП Градишка – Градишка 102 – Нова Топола 102 2101 – Душаново (Нова Топола) 2506 – Александровац – Лакташи 2505 – Клашнице (Јакуповци) 106 – Бања Лука 108 2501 502 – Српске Топлице (Бања Лука) 2105 – Карановац 2107 – Црна Ријека 2108 – Граница ентитета      |
| 102       | 96 km    | Драксенић 100 – Врбашка 1105 1506 – Чатрња 2101 – Градишка 101 / Нова Топола 101 2101 – Разбој Љевчански 2505 – Србац 2102 – Дервента 106 |
| 103       | 46,4 km  | ГП Сл. Брод – ГП Брод – Брод 500 – Поље 3104 – Дервента 106 – Врхови 3502 – Шешлије 105 |
| 104       | 67,9 km  | Шамац 105 – Гребнице 3102 – Обудовац 3504 – Лончари 107 – Граница Брчко Дистрикта – Вршани 4104 – Драгаљевац Средњи 4511 – Љељенча 4507 – Бијељина 115 / 115 – ГП Попови – ГП Бадовинци                                                                                              |
| 105       | 70,6 km  | ГП Сл. Шамац – ГП Шамац – Шамац 104 3102 – Црквина 3101 – Модрича 500 – Вукосавље 500 – Подновље 3104 – Шешлије 103 – Јоховац 3502 – Руданка (Велика Буковица) 2102 – Добој 110 – Макљеновац – Граница ентитета                                                                      |
| 106       | 69,4 km  | Клашнице (Јакуповци) 101 – Клашнице (Велико Блашко) 2501 – Друговићи – Којин Хан (Поточани) 2507– Горња Вијака (Прњавор) 2102 – Дервента 102 103 |
| 107       | 17,9 km  | Граница ентитета – Лепница – Лончари 107 – Пелагићево 500 – Блажевац – Граница ентитета |
| 108       | 172,5 km | ГП Двор – ГП Нови Град – Нови Град 100 1104 – Благај Ријека 1101 – Драготиња 1103 – Приједор 501 – Орловача 1509 – Козарац 1105 – Ламовита 1501 – Поткозарје 1506 – Бања Лука 101 2501 – Челинац 2103 – Котор Варош 505 – Ободник 2504 – Клупе 2104 – Теслић 3105 – Граница ентитета |
| 109       | 163,4 km | Устипрача 114 – Копачи – Граница ентитета – Фоча 510 – Брод на Дрини 111 – Врба 5502 – Гацко 116 – Автовац 6501 – Кривача 6101 – Подосоје 6103 – Билећа 6103 – Подгљивље (Требиње) 119 – Требиње 118 / 118 – Алексина Међа 6104 – Граница ентитета                                   |
| 110       | 23,4 km  | Добој 105 3103 – Станић Ријека – Граница ентитета – Шарци 4506 – Цапарде 4101 – Каракај 115 – ГП Каракај – ГП Мали Зворник |
| 111       | 83,1 km  | Граница ентитета – Добриња – Кула 5101 – Крупац 5505 – Богатићи – Граница ентитета – Трново 5506 – Добро Поље 5501 – Миљевина 5503 – Брод на Дрини 109 – ГП Хум – ГП Шћепан Поље |
| 112       | 43,2 km  | Граница ентитета – Заблеће 2502 – Чађавица 2105 – Рогољи (Подбрдо) 503 – Мркоњић Град 2108 – Језеро 2109 – Граница ентитета |
| 113       | 44,7 km  | Бијељина 115 – Суво Поље 4510 4509 – Угљевичка Обријеж 4503 – Прибој 4102 – Подгора – Граница ентитета |
| 114       | 127,1 km | Граница ентитета – Љубогошта 508 – Сумбуловац 5508 – Подроманија 115 – Рогатица 5103 – Саставци (Месићи) 508 – Устипрача 109 5513 – Међеђа 5106 – Бродар 507 – Вишеград 5103 5514 – Добрун 5509 – ГП Вардиште – ГП Котроман                                                          |
| 115       | 182,2 km | ГП Сремска Рача – ГП Рача – Рача (Велино Село) 4104 – Дворови – Бијељина 104 4508 104 113 – Јања 4510 – Главичице 4503 – Шепак 4503 – Каракај 4102 110 – Зворник – Дрињача 5105 – Коњевићи 504 – Милићи 4501 – Власеница 506 – Хан Пијесак 5106 – Соколац 5512 – Подроманија 114     |
| 116       | 61,1 km  | Граница ентитета – Невесиње 6102 – Кланци (Кифино Село) 5501 – Гацко 109 |
| 118       | 102,9 km | Граница ентитета – Љубиње 6103 – Требиње 109 – Бањевци (Требиње) 119 – Ластва – ГП Клобук – ГП Илино Брдо |
| 119       | –        | Алексина Међа 109 – Бањевци (Требиње) 118 – Подгљивље (Требиње) 109 (Алексина Међа – Бањевци дио је у изградњи, крак Бањевци – Подгљивље у плану) |

| Гранични прелаз у Босни и Херцеговини                         |
| Гранични прелаз у сусједној држави                            |
| Дионица пута кроз Федерацију БиХ/Брчко Дистрикт               |
| Неизграђени дио пута                                          |
| 1505 Мјесто укрштања са другим магистралним/регионалним путем |
| Петља за ауто-пут                                             |

## Магистрални путеви II реда (М-II)
Магистрални путеви другог реда (М-II) намијењени су за повезивање регионалних центара, као и за повезивање саобраћаја на путеве једнаке или више категорије.
Списак магистралних путева II реда:
| Број пута | Дужина  | Дионице |
| --------- | ------- | --- |
| 500       | 46,3 km | Брод 103 – Брусница Велика – Граница ентитета – Вукосавље 105 – Модрича 105 3103 – Скугрић Доњи – Граница ентитета – Пелагићево 107                                    |
| 501       | 56 km   | Козарска Дубица 100 – Међувође 1508 – Горњи Јеловац 1508 – Приједор 108 1503 1502 – Оштра Лука – Граница ентитета                                                      |
| 502       | 45,5 km | Бања Лука 101 – Бронзани Мајдан 1501 – Радин Гај 1503 – неизграђени дио пута до границе ентитета – Граница ентитетаR-405                                               |
| 503       | 38,6 km | Рогољи (Подбрдо) 112 – Подрашница – Бараћи 2110 – Млиништа – Граница ентитета                                                                                          |
| 504       | 24,3 km | Коњевићи 115 – Кравица – Братунац 5104 5105 – ГП Братунац – ГП Љубовија                                                                                                |
| 505       | 39,4 km | Котор Варош 108 – Митровићи (Бокани) 2107 – Кнежево – Граница ентитетаR-413                                                                                            |
| 506       | 16,9 km | Граница ентитета – Тишча 4101 – Власеница 115 |
| 507       | 26,4 km | Бродар 114 – Мрсово – Рудо – (Након 200 m од Рудог пут улази на територију Србије кроз мјесто Сјеверин, према Устибару, и на тој дионици пута нема граничних прелаза.) |
| 508       | 37,4 km | Љубогошта 115 – Пале 5101 – Подграб 5507 – Граница ентитета – неизграђени дио пута до мјеста Саставци (Месићи) 5102 114                                                |
| 510       | 25,1 km | Фоча 109 – Драгочава 5501 – Годијено 5513 – неизграђени дио пута до мјеста Викоч, граница , нема ГП.                                                                   |

| Гранични прелаз у Босни и Херцеговини                         |
| Гранични прелаз у сусједној држави                            |
| Дионица пута кроз Федерацију БиХ                              |
| Неизграђени дио пута                                          |
| 2110 Мјесто укрштања са другим магистралним/регионалним путем |